# シュペルV-2
シュペルV-2とは第二次世界大戦後にフランスでV2ロケットの開発に携わったドイツ人技術者達によってV2ロケットの発展型として開発が計画されたロケットである。

## 概要
第二次世界大戦後、V2ロケットの開発に携わった技術者達はアメリカとソビエトの東西両陣営に分かれ、それぞれの国で新型ロケットの開発に参加した。フランスもこれらの新型兵器に対して多大な関心を抱いており、欧州での第二次世界大戦終結後のわずか1週間後の1945年6月12日に戦時中のドイツで開発されたロケット技術を入手するためのフランス軍備研究局(DEFA)を創設して出遅れたフランスはこの目的のために1946年の5月から9月にかけて残存していた後にバイキングエンジンを開発したハインツ・ブリュンゲルや磁気軸受を開発したヘルムート・ハーベルマン(Helmut Habermann)を含む30人のドイツ人技術者達をヴェルノンに招聘し、弾道技術・航空力学研究所(LRBA)を創設、自国の技術者達により新型ロケットの開発と並行して新型ロケットの開発に参加させた。1946年8月にこのグループは既に後にアリアンロケットへと発展する液体推進系の開発に着手していた。2段階の計画が策定された。先ずはフランス国内でV2ロケットを量産と試験施設が必要だった。そこではV2ロケットの発展型であるA8の開発と量産が予定された。1946年11月にアルジェリアのColomb-ベシャール近郊の施設がV2の飛行試験のために選定された。当初、フランスは30機のV2ロケットを入手する予定で試験は順調に進むかに見えたが、1947年初頭にアメリカとソビエトがフランスが必要とした30機のV2の取得を阻み、そのため、アルジェリアで飛行試験を開始する事が出来なくなった。LRBAのドイツ人技術者達は4211計画の一環でフランスがA8の飛行試験を実施できるように開発を支援した。並行してジャン＝ジャック・バールのチームは4212計画の一環として純粋なフランス製ロケットであるEA1941の開発を進めた。
A8を基に計画されたシュペルV-2ロケットは外見こそV2ロケットに似ていたものの、製造が簡素化され、タンク構造とより剛性の強い特殊鋼の採用でエンジンの推力は40トンに強化され、戦略兵器として有効な推進剤はケロシンと常温でも貯蔵可能な硝酸を酸化剤として使用する射程を700kmに向上させる計画だった。開発は主に理論面と硝酸の取り扱いと推力40トンのエンジンのガス発生器の地上試験が実施された。
1946年にジャン＝ジャック・バールのチームはEA-41の経験を生かした全長11m、直径80cm、重量は4.3トンの1000kmの距離に300kgの重量の弾頭を投射できる弾道ミサイルの試作機のEOLEの開発に着手していた。予算を並行する2計画に投じることは出来ないという政府の判断により、要素技術の開発は進んでいたものの、シュペルV-2の試作機を製造するための予算は拠出されず、1948年にシュペルV-2計画は中止され、1949年にドイツ人の技術者のチームはより技術的難易度の低い1/10の縮小版の推力4トンの液体燃料エンジンを搭載して高度100kmの弾道飛行中に60kgの科学装置を運ぶことを目標としたヴェロニク/4213計画に転換した。ジャン＝ジャック・バールのチーム1950年から52年にかけてEOLEの台上試験を実施したが、試験機が爆発し、石油はエチルアルコールに置き換えられるなど変更が加えられ、解決策が模索され、実際の打ち上げ試験も行われたが、問題の解決を見ないまま計画は1952年12月に停止し、液体燃料ロケットの開発も中断した。ドイツ人の技術者のチームによって並行して進められていたヴェロニクロケットは誘導システムを持たず、推進剤加圧システムにターボポンプがないなど簡素化が行われたものの、当初は不安定燃焼の問題に突き当たったが、1954年に解決を果たし、アルジェリア南部のアマギールから試験機の打ち上げが行われた。生粋のフランス人技術者のみのチームでは能力、経験共にフランスの宇宙開発を担うには不十分であることが顕在化したため、以後、こちらがフランスのロケット開発の主流となり、ディアマンを経てアリアンへと発展を遂げる。